# Frank Wiegand
Frank Wiegand (Sajonia, Alemania, 15 de marzo de 1943) es un nadador  retirado especializado en pruebas de estilo libre, donde consiguió ser subcampeón olímpico en 1964 en los 400 metros.

## Carrera deportiva
En los Juegos Olímpicos de Tokio 1964, representando al Equipo Unificado Alemán, ganó tres medallas de plata: en 400 metros libre, 4 x 100 metros libre y 4 x 200 metros libre.
Cuatro años después, en las Olimpiadas de México 1968, representando a la República Democrática Alemana, ganó la plata en los relevos de 4 x 100 metros estilos.
En cuanto a su actuación en los Campeonatos Europeos de Natación, en el Campeonato Europeo de Natación de 1962 celebrado en la ciudad alemana de Leipzig, ganó oro en 4 x 100 metros estilos y bronce en 400 metros libre y 4 x 200 metros libre. Cuatro años después, en el Campeonato Europeo de Natación de 1966 celebrado en la ciudad neerlandesa de Utrecht ganó tres medallas de oro —400 metros libre, 400 metros estilos y 4 x 100 metros libre— y dos platas, en 4 x 200 metros libre y 4 x 100 metros estilos.